# 오아후섬
오아후섬(하와이어: O‘ahu)은 하와이 제도에서 세 번째로 큰 섬으로 하와이주 인구의 3분의 2 이상이 집중되어 있어 인구밀도가 높다. 면적은 1,600 km2이다. 하와이주의 주도인 호놀룰루가 이 섬 남동쪽에 있다. 시차는 한국보다 19시간이 느리다.
와이키키에서부터 전 해안을 따라 아름다운 해변이 끝없이 펼쳐져 있고, 환상적인 골프코스를 비롯하여 온갖 해양 스포츠 센터, 전 세계 유명 브랜드로부터 실속 있는 상품들이 즐비한 쇼핑센터(알라모아나 센터), 세계적인 명성의 의료기관과 요양시설, 식도락가들을 한없이 즐겁게 해주는 고급 식당가에 이르기까지 말 그대로 낙원의 수도, 관광의 메카라 할 수 있다. 현재 동서 환태평양 지역을 연결하는 교통의 중심지로 발전했다. 이올라니 궁전 등 하와이 왕조 시대의 건물도 남아 있으나, 학문적인 면에서는 비숍 박물관이 중요하다.
또한 일본 제국의 태평양 전쟁 당시의 공습으로 유명한 진주만 역시 이 섬에 위치하고 있고 진주만 공격의 역사가 있는 섬이다.